# Anthracobunidae
De Anthracobunidae zijn een familie van uitgestorven onevenhoevigen. De dieren uit deze groep leefden tijdens het Vroeg- tot Midden-Eoceen in Indo-Pakistan. Het waren een tot twee meter lange herbivoren die waarschijnlijk een amfibische leefwijze hadden.
Lange tijd was de classificatie van de Anthracobunidae onduidelijk. De groep werd gerekend tot de parafyletische Condylarthra. Door diverse studies is in het verleden een verwantschap gesuggereerd tussen de Anthracobunidae en de Tethytheria, een groep die onder meer de slurfdieren en zeekoeien omvat. De Anthracobunidae werd zelfs wel gezien als  leden van de Tethytheria.  Direct bewijs voor zowel verwantschap tussen de Anthracobunidae en de Tethytheria ontbreekt echter. De gesuggereerde verwantschappen zijn met name gebaseerd op de morfologie van de tanden en de bouw van de enkel. Al met al is het bewijs voor de verwantschap zwak. De morfologische overeenkomsten lijken het best te verklaren door convergente evolutie. Recente vondsten van betere fossielen van Anthracobunidae heeft aangetoond dat de groep basale onevenhoevigen zijn.